# Pato-de-cabeça-rosa
O pato-de-cabeça-rosa (Rhodonessa caryophyllacea) é uma espécie de ave anseriforme extinta, que vivia nas margens alagadas e pantanosas dos rios Ganges e Brahmaputra, na Índia e Bangladesh. A espécie foi descrita pela primeira vez em 1790 e desapareceu em 1936.
O pato-de-cabeça-rosa media em média 60 cm de comprimento e tinha asas com 25 cm em média. A sua principal característica era a cabeça e parte posterior do pescoço em tons de cor-de-rosa claro, com uma risca mais escura sob a testa. O resto da plumagem era castanha-chocolate, com a ponta das asas em branco amarelado. A espécie apresentava dimorfismo sexual, tendo as fêmeas plumagem mais baça e cabeça rosa claro esbranquiçado. Tinha olhos encarnados, patas altas de cor negra e o pescoço e bico eram relativamente compridos e elegantes.
O pato-de-cabeça-rosa tinha hábitos diurnos e passava a maior parte do seu tempo nadando em busca de alimento. A alimentação era omnívora e baseava-se em moluscos, pequenos crustáceos e vegetação aquática. Embora preferisse a superfície, este pato era também capaz de realizar curtos mergulhos.
A época de reprodução tinha lugar entre Abril e Maio. Os patos-de-cabeça-rosa construíam ninhos circulares com quase dois metros de diâmetro, em zonas de vegetação densa perto da margem do rio. As posturas continham entre 5 a 10 ovos amarelados de formato esférico, com cerca de 4 centímetros de diâmetro.
O declínio dos patos-de-cabeça-rosa começou no fim do século XIX e deve-se à intervenção humana. Apesar de não ser considerada uma especialidade gastronómica, a espécie era uma ave cinegética popular devido à sua aparência exótica e foi caçada em grande número pelos colonos britânicos estabelecidos na Índia e Bangladesh. O aumento da densidade populacional nas zonas do seu habitat impôs também pressão sobre a espécie. Por volta de 1900 os patos-de-cabeça-rosa eram já considerados raros. Um dos últimos registos visuais foi feito em 1925, mas no fim dos anos vinte foram caçados três pares vivos de patos-de-cabeça-rosa, que foram levados para uma propriedade particular no Surrey, Reino Unido. Estes animais sobreviveram bem em cativeiro mas não se reproduziram. O último morreu em 1936.